# Patricia Heaton
Pour les articles homonymes, voir Heaton.
Patricia Heaton est une actrice et productrice américaine née le 4 mars 1958 à Bay Village, Ohio (États-Unis).
En tant qu’actrice elle rencontre un large succès depuis ses débuts, elle a tourné dans un nombre important de films. Elle devient par la suite productrice de plusieurs films.
Depuis le 22 mai 2012, elle a sa propre étoile sur la promenade de la gloire d'Hollywood. Tout au long de sa carrière elle a été nommée pour plusieurs récompenses.

## Biographie
Patricia Heaton est née à Bay Village, dans l'Ohio, fille de Patricia (née Hurd) et de Chuck Heaton, écrivain sportif pour The Plain Dealer. La mère de Heaton est décédée d'un anévrisme alors que l'actrice avait 12 ans. Quatrième de cinq enfants, Heaton a été élevée dans le catholicisme. Elle a trois sœurs, Sharon, Alice et Frances, ainsi qu'un frère, Michael, lui aussi rédacteur à The Plain Dealer.
Alors qu'elle fréquente l'université d'État de l'Ohio, elle rejoint la sororité Delta Gamma (en) et obtient un diplôme en art dramatique. En 1980, elle déménage à New York pour étudier avec William Esper, professeur d'art dramatique. Elle fait sa première apparition à Broadway dans le chœur de Don't Get God Started (1987), après quoi ses camarades de classe et elle fondent Stage Three, une troupe de théâtre off-Broadway.
Elle participe 6 fois à la série Thirtysomething entre 1989 et 1991. Parmi ses autres apparitions à la télévision se trouvent Alien Nation (1989), Matlock (1990), Party of Five (1996), The King of Queens (1999). et Danny Phantom (2004). Au cinéma, elle apparaît dans Memoirs of Invisible Man (1992), Beethoven (1992), The New Age (1994) et Space Jam (1996).
En 1990, elle se marie avec le producteur britannique David Hunt avec qui elle a 4 enfants. En 1998, elle devient coprésidente honoraire de l'association mouvement anti-avortement Feminists for Life.

Elle participe à trois sitcoms éphémères (Chambre pour deux, Quelqu'un comme moi et Women of the House) avant de décrocher le rôle de Debra Barone dans Everybody Loves Raymond. Elle a été nommée dans chacune des sept dernières saisons de la série pour le Primetime Emmy Award de la meilleure actrice principale dans une série humoristique et le gagne en 2000 et en 2001. Avec sa victoire en 2000, elle est devenue la première des membres de la distribution à gagner un Emmy. Elle a également recueilli deux téléspectateurs pour les prix Quality Television et un trophée Screen Actors Guild pour son travail dans la série.

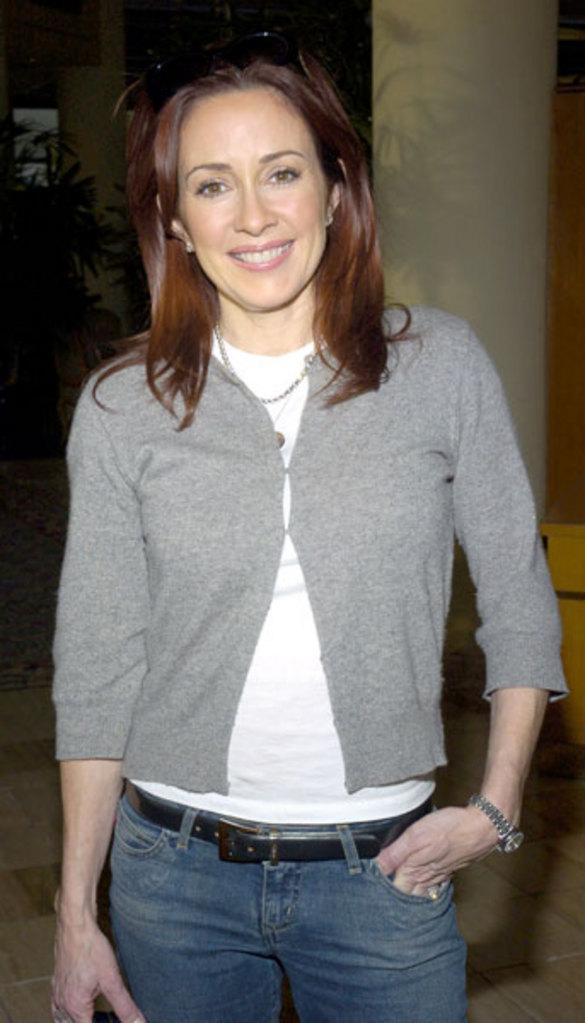
Patricia Heaton en 2008.

En septembre 2007, elle est co-protagoniste du sitcom Back to You, avec Kelsey Grammer.
Elle participe à la saison sept de Extreme Makeover: Home Edition.
Les téléfilms de Heaton incluent Shattered Dreams (1990), Miracle in the Woods (1997), A Town Without Christmas (2001), le remake de The Goodbye Girl (2004) de Neil Simon et The Engagement Ring (2005). En 2006, elle joue le rôle de l'ancienne ambassadrice des États-Unis au Yémen, Barbara Bodine, dans le documentaire The Path to 9/11. Dans Front of the Class du Hallmark Fame (2008), elle joue le rôle d'Ellen Cohen, mère d'un fils atteint du syndrome de Gilles de La Tourette.
Elle est la productrice du documentaire The Bituminous Coal Queens (2005), réalisé par son mari en Pennsylvanie. Elle est également l'un des producteurs du drame de William Wilberforce Amazing Grace(2006).
En janvier 2007, elle retourne sur scène pour jouer aux côtés de Tony Shalhoub dans la pièce off-Broadway The Scene au Second Stage Theatre de New York. Pour cette performance, elle est nommée à la meilleure actrice principale lors des 22èmes Prix Lucille Lortel (en).

## Filmographie
Elle a participé à l'émission de télé-réalité Les Maçons du Cœur (Extreme Makeover : Home Edition) en 2009 pour la famille Hubert.

### Comme actrice

#### Cinéma
- 1992 : Les Aventures d'un homme invisible (Memoirs of an Invisible Man) : Ellen
- 1992 : Beethoven : Brie
- 1994 : The New Age : Anna
- 1996 : Space Jam : Woman Fan
- 2014 : Crise de mères : Sondra
- 2025 : The Ritual : L'Exorcisme d'Emma Schmidt (The Ritual) de David Midell : la mère supérieure

#### Télévision
- 1990 : Shattered Dreams (TV) : Older Dotti
- 1992 : Room for Two (en) (série télévisée) : Jill Kurland
- 1994 : Someone Like Me (série télévisée) : Jean Stepjak
- 1995 : Women of the House (série télévisée) : Natalie Hollingsworth
- 1996 - 2005 : Tout le monde aime Raymond (Everybody Loves Raymond) (série télévisée) : Debra Barone
- 1997 : Miracle in the Woods (TV) : Wanda Briggs
- 2001 : Une ville sans Noël (A Town Without Christmas) (TV) : M.J. Jensen
- 2004 : L'Amour en vedette (The Goodbye Girl) (TV) : Paula McFadden
- 2005 : The Engagement Ring (TV) : Sara Rosa
- 2008 : Une leçon de vie (TV) : Ellen Cohen
- 2009 - 2018 : The Middle (TV) : Frankie Heck

### Comme productrice
- 2005 : The Bituminous Coal Queens of Pennsylvania
- 2005 : The Engagement Ring (TV)
- 2014 : Moms' Night Out

## Distinctions
Le 22 mai 2012, elle obtient une étoile sur la promenade de la gloire d'Hollywood.

### Récompenses
- 2000 : Emmy Award de la meilleure actrice dans une série télévisée comique
- 2001 : Emmy Award de la meilleure actrice dans une série télévisée comique

## Voix françaises
- Dorothée Jemma dans :
  - Les Aventures d'un homme invisible (1992)
  - Tout le monde aime Raymond (1996-2005)
  - The Engagement Ring (2005)
  - Une leçon de vie (2008)

- Véronique Augereau dans :
  - Beethoven (1992)
  - The Middle (2009-2018)
  - Crise de mères (2014)

- Ioanna Gkizas dans Space Jam (1996)

## Publications
- (en) Patricia Heaton, Motherhood and Hollywood : How to Get a Job Like Mine, Villard, 8 avril 2003, 224 p. (ISBN 978-0375761362)